# 九七式反坦克步槍
九七式反戰車步槍（日语：九七式自動砲）是大日本帝國一款20公厘口徑的反戰車步槍，於1930年代由小倉陸軍兵工廠研發，1937年審查過關，1939年（昭和14年）開始生產。大日本帝國陸軍在第二次中日戰爭、日蘇邊界衝突和第二次世界大戰期間使用該武器，1941年（昭和16年），該武器因開始對新型戰車無效而停產。

## 開發、設計與性能
大日本帝國陸軍於1935年（昭和10年）宣布他們亟需反坦克武器，原因包含中國買進維克斯六噸戰車的消息傳出，以及蘇聯紅軍徘徊在滿州邊界造成的緊張局勢。名古屋兵工廠提交了他們出產的13.2（0.52英寸）霍奇克斯M1929重機槍的複製版，而小倉陸軍兵工廠則給出了一款使用20×125公厘子彈的新款步槍。1936年（昭和11年）3月，兩家兵工廠的武器舉行第一次審查，結果不佳，兩款武器都被退回給設計師，好修正測試時發現的問題。小倉陸軍兵工廠後來又打造了八款原型，於1937年（昭和12年）做第二次審查。為了審查，軍方引進瑞士製索洛圖恩S-18/100步槍作為對照武器。最後，大日本帝國陸軍淘汰了名古屋兵工廠，下令由小倉陸軍兵工廠負責開發。1938年（昭和13年），小倉陸軍兵工廠試生產了一批50挺的步槍。經過步兵和騎兵學院在12月進行的另一次審查後，該款步槍獲得批准，成為使用20×124公厘子彈的「九七式自動砲」。
九七式自動砲擁有氣動式的延遲反衝機制，且砲管和機匣在開火後也能將後座力緩衝掉60%，增加武器的穩定度，也保護了使用者（但仍經常有人因後座力而鎖骨骨折）。該武器還有能升降的腳架。據說九七式自動砲能全自動開火，但它其實沒有切換成單發開火或全自動開火的快慢机。九七式自動砲是第二次世界大戰中最重的反戰車步槍，其中負責開火的部分重52公斤（扣除護盾），若加上護盾和四個手提握把則重68公斤，遠重於原本設計的40公斤。九七式自動砲使用安裝在機匣上的七發可拆式盒形彈匣，每分鐘可發射十餘發子彈。九七式自動砲總長2.09公尺，其中可拆式的53倍徑槍管（包含砲口制動器）長1.065至1.2公尺。
九七式自動砲能發射實心鋼製穿甲曳光弹、高爆彈和高爆燃燒彈。九七式自動砲初期採用九七式穿甲彈，其钢芯不如之後的百式堅硬。重162克的穿甲彈的槍口初速為790公尺/秒。九七式自動砲在穿甲測試中的成績為220公尺至250公尺貫穿垂直放置的30公厘厚均質裝甲版、420公尺貫穿25公厘、700公尺貫穿20公厘、2,000公尺貫穿9公厘。該武器的火力對付得了美軍的輕型裝甲車或兩棲裝甲運兵車，但並不足以摧毀中型戰車。

## 生產與服役
九七式自動砲於1939年（昭和14年）開始由小倉陸軍兵工廠生產，該年共生產了250挺。1940年（昭和15年），兵工廠又生產了450挺。1941年（昭和16年），生產完260挺後，九七式自動砲因穿甲力不夠而停產。1943年（昭和18年）1月到8月，日本特殊鋼公司受委託生產了100挺。最終，九七式自動砲共生產了1,108挺（包含原型）。比起一把77日圓的普通步槍，一挺九七式自動砲造價達6,400日圓。打從1940年開始，九七式自動砲的砲管開始鍍鉻，好延長壽命。
九七式自動砲被分配給大日本帝國陸軍的步兵營。在營底下的連底下還有一個反戰車排，每排底下又分成兩個11人分隊，而九七式自動砲就由這些分隊操縱，每個分隊上都會有一挺。除了分隊長外，分隊中有四人負責攜帶武器主體，四人攜帶彈藥，兩人騎著馬帶著分隊上其餘九人的馬匹。若是長途行軍，九七式自動砲會拆解成三個部分，由馬匹搬運。
1939年的諾門罕戰役期間，九七式自動砲首度上戰場實戰。因當時蘇聯軍採用較脆弱的輕型裝甲車，該武器的表現十分不錯，讓蘇聯軍誤以為日軍用了當時不存在的20公厘機關砲。隔年，九七式自動砲開始大量部屬在中國，且改當做支援步兵的武器。第二次世界大戰期間，九七式自動砲僅有在太平洋一帶服役。儘管有大日本帝國陸軍飛行戰隊第一挺進集團的傘兵使用，該武器依舊不普及。1942年後，九七式自動砲對現代戰車已無用。試製20毫米旋回機關砲和試製20毫米固定機關砲都是從九七式自動砲衍生而來的機關砲，專門用來對付戰鬥機。

## 流行文化

### 電子遊戲
- 2022年—《應徵入伍》：日軍BR I反戰車武器，在科技樹中解鎖。